# EurEau
EurEau is de Europese Federatie van nationale koepels door de water- en afvalwatersector.
De organisatie vertegenwoordigt waterserviceproviders op Europees niveau en biedt expertise over de watersector aan EU-instanties en besluitvormers. Het helpt ook beleidsmakers op Europees niveau bij de ontwikkeling van richtlijnen en andere wetgeving die van invloed is op de watersector. Het is ook een netwerk waar de leden elkaar kunnen ontmoeten en informatie en ervaringen kunnen uitwisselen.
Opgericht in 1975, is het bedrijf uitgegroeid tot 34 leveranciers van drink- en afvalwaterservices uit 29 landen in heel Europa. Deze landen hebben betrekking op EU-lidstaten, EFTA en de EER. De leden van EurEau omvatten meer dan 10.000 drink- en afvalwaterservicefaciliteiten en bieden duurzame waterdiensten aan meer dan 400 miljoen mensen.

## Structuur
De bestuursstructuur van EurEau bestaat uit een Algemene Vergadering (GA) en een Uitvoerend Comité (ExCom), drie thematische commissies, vijf thematische gezamenlijke werkgroepen (JWG) en het secretariaat. De vereniging wordt beheerd door de AV en de ExCom.
De Algemene Vergadering bestaat uit één vertegenwoordiger per land.
De drie thematische commissies van EurEau beheren zaken en stellen standpunten op over kwesties die verband houden met hun vakgebied. Ze zijn samengesteld uit experts van lidorganisaties.
- EU1: Drinkwater: problemen met onbehandeld water, drinkwater en bijbehorende distributiefaciliteiten.
- EU2: Afvalwater: kwesties met betrekking tot afvalwater en het aquatisch milieu, stroomopwaarts werk, chemicaliën en recycling.
- EU3: Wetgeving en economische kwesties: kwesties in verband met wetgeving, financiën en benchmarking[8].

Het EurEau-secretariaat is gevestigd in Brussel.